# Ėkiatap
L'Ėkiatap (in russo Экиатап?; anche Ėkviatap) è un fiume del Circondario autonomo della Čukotka, nell'Estremo oriente russo, tributario del mare dei Ciukci.
Ha origine dal versante settentrionale dell'altopiano dei Ciukci; scorre con direzione mediamente settentrionale drenando la sezione centrale dell'altopiano, fino a sfociare nella parte occidentale del mare dei Ciukci.
L'Ėkiatap attraversa una regione quasi disabitata, dal clima molto rigido e coperta dalla tundra artica; non incontra alcun centro urbano rilevante lungo tutto il suo percorso. Il fiume è gelato per lunghi periodi ogni anno, in media da metà autunno all'inizio dell'estate.